# 李三春
李三春（1935年3月24日—2023年3月3日），馬來西亞政治人物、馬華公會第四任總會長。他自1974年4月起從第三任總會長陳修信手中接管馬華，1975年8月正式當選總會長至1983年3月，期間領軍该党在1982年大選中大勝。1969年至1983年間，李三春在內閣中擔任過各種部長職務，如勞工部政務次長、勞工部長、工藝研究暨新村協調部長、工程暨公用事業部長，以及交通部長等。
李三春自21歲起開始步入政壇，政治生涯富有傳奇色彩，包括在1959年馬來亞大選以24歲之齡，首次競選便擊敗社陣強人魏利煌勝出居鑾北區國會議席，成為當時最年輕的國會議員、1979年面對曾永森競爭馬華總會長的挑戰而勝出、1982年大選移師民主行動黨強區芙蓉國會議席，直接對壘行動黨全國主席曾敏興並以微差票數勝出等。然而，李三春在政治事業達最高峰之時，突然於1983年3月20日宣布引退政壇，其所宣布引退的原因常引起猜測，而真正的原因仍然是一個謎。
李三春擔任馬華總會長期間，改變了馬華公會由「頭家」及受英文教育者掌控的政黨形象，也爲該黨帶來了「五大計劃」的新發展，即廣招黨員運動、建立馬華總部大廈、成立多元企業公司、組織馬來西亞華人文化協會，以及發展拉曼學院，使華社在政經文教受惠，被視為一位代表從草根崛起的華人政治領袖。不過，他的時代也面對了諸多嚴峻的政治與社會挑戰，包括由三大政黨組成的聯盟改成多黨組成的國陣，馬華公會作為唯一華人代表的政黨地位，無法改變巫統逐漸一黨獨大的局面，以及在華文教育、獨立大學、工業協調法令等與華人利益相關的課題上建樹不足的問題。

## 早年背景
李三春於1935年3月24日出生於馬來聯邦彭亨州北根，父親李德斌（又稱李宏興）是中國湖北省天門縣人，母親名楊貞齡，家有六名兄弟姐妹，三男三女，李三春排行第三。其父親從湖北南來，專替人治蛀牙拔牙等工作，一家還算過着小康的生活。1945年除夕，李三春母親吐血病逝。當時李三春年僅10歲，自小便失去母親的照顧，因此李三春養成較獨立的性格。李三春自認母親對他的性情影響很大，她性格溫順，不太與人吵架。1950年代後，李三春的父親另娶，繼母名為郭彩雲，也為家裏添了五名弟妹。
李三春小時候曾經在北根中華學校念了兩年半的華文，後來轉到北根蘇丹亞末小學（Sultan Ahmad School）念了一年英文書，即因父親領全家移居柔佛州新山市而停學，時年12歲。1948年李三春繼續升學，在新山英文書院念預備班。中五考獲劍橋九號文憑後，由於中六不被接受為理科生，他便到新加坡芽籠的丹兆華小教英語，並利用晚上的時間補習理科。在這期間由於聽到同事閑言譏諷他不懂中文，心裏不服氣，考取了新加坡政府舉辦的華文高中會考，以證明自己的華文程度。
1955年李三春考獲高級劍橋文憑，獲得澳大利亚悉尼的大學錄取攻讀工程學位。但因家貧，加上弟弟李順成和妹妹都需要繼續升學，因此便放棄出國深造的機會。除此之外，李三春當時也獲聘政府福利部青年組主任，這份工作的待遇優厚，每月薪資375元，另有津貼，且雇員有機會送往外國受訓，因此他也不想失去這個難得的就業機會。1957年，李三春辭公務員之職，於新山淡杯馬來亞織染廠任職總務。此職位原本要求必須擁有大學資格，但李三春卻被破格錄取。當時經常鬧工潮，這是一份非常棘手的工作。李三春負責生產以外的一切事務，包括人事出納、買辦等等。在工作之余他也從事政治活動，成為早期馬華青年團的活躍份子。
年輕時，李三春除了關心政治，也酷愛打籃球。當時柔佛新山打籃球的風氣很興盛，他與一班新山的朋友組織了「同光隊」，是當時最強的籃球隊伍。李三春的夫人莫泰媛是南方汽水廠財政莫同光的女兒，和李三春是青梅竹馬，早在13歲便互相認識，之後於1962年4月26日在新山結婚。他們育有一男一女，兒子名李官博，小女名李安琪。李三春自小便將子女送往英國寄宿學校念學，之後兒子成為專業會計師，女兒修秘書專業，爾後從事旅遊業。

## 政治生涯
李三春從1956年開始參與政治活動，至1983年離開政壇，為時27載。李三春回憶當初他和新山朋友聚在一起就是談政治，他們看不慣當時華社有錢人就是領袖的風氣，決定參加馬華進去，推動馬青，來實現他們改革社會的理想以及為華社服務的熱誠，而馬青團則是他的政治崛起的基地。李三春擔任新山馬青團義務秘書。

### 1959年大選居鑾北區戰勝魏利煌
1959年8月19日，馬來亞聯合邦舉行獨立後首次大選，年僅24歲的李三春，以新人身份獲得提名為聯盟候選人上陣柔佛居鑾北區國會議席，直接和社陣強人魏利煌醫生對壘。魏利煌是馬來亞大學醫科畢業生，惠州會館副主席，在當地市民頗有名望。1959年居鑾北區華人選民占約65%。聯盟以其是三大民族聯合組織的強力政黨，且有爭取獨立和戡亂成功的良好政績，只有聯盟執政才能爲人民帶來和平作爲主打，呼籲選民投選聯盟候選人李三春。當時聯盟也許諾，政府將撥5萬英畝芭地，給予未有土地之人民作為耕種地，每人可申請6或10英畝。魏利煌對此則反擊聯盟將人民應得的權利用作政治資本，強調任何政黨無權代人民申請土地，反問居鑾馬華供給人民之土地在何處，希望選民切勿受騙。
當時一般認為本地人魏利煌更有優勢，新山來的李三春難以問鼎。據李三春所述，當時他在競選期間，終日馬不停蹄與沿門挨戶地拜訪選民，乃至將厚厚的膠鞋都穿破了。最終李三春爆冷以1455張多數票擊退社陣候選人魏利煌，初試啼聲便當選為居鑾北區國會議員。李三春成為當時全國最年輕的國會議員，從此李三春便在政壇上嶄露頭角，步上仕途。

### 1961年開始領導馬華青年團
1961年，26歲的李三春當上了馬青全國秘書長，1961年8月受聯盟總部委任為執行秘書。1962年，李三春在全國馬青代表大會上，中選為全國馬青總團長。1963年，李三春受馬華總會長敦陳修信委任為政治秘書。1964年全國舉行第二屆大選，他從居鑾北區調換到昔加末南區參加國會競選，面對社陣及人民聯合黨兩位候選人的挑戰，結果獲得壓倒性勝利，旋即被任為勞工部政務次長，當時他也是馬華中央宣傳主任。1969年，全國舉行第三屆大選，李三春再度中選為昔加末南區國會議員，之後513種族衝突事件發生，政府組織緊急內閣，李三春被擢升為副特別任務部長。1971年，國會恢復召開，並重新改組內閣，李三春改任勞工部長。1972年，原任馬華署理會長許啟謨逝世，李三春接任馬華署理會長，並擔任全國籃總理事會主席及拉曼學院信托委員。1973年7月升任為特別任務部長，一個月後這個部長名稱改為工藝研究暨新村協調部長。

### 1974年接任馬華總會長
1974年4月8日，陳修信由於健康理由辭去馬華總會長職位。中委會在力挽不果後接受他的辭職。李三春在陳修信引退政壇後，出任代總會長。當年適值聯盟擴大為國民陣線，李三春率領馬華加進國陣。1975年8月，馬華舉行中央代表大會及選舉，李三春中選馬華總會長，領導馬華中央擬訂五大計劃，同年改組內閣時，李三春獲調任勞工暨人力部長。1976年，再改任工程暨公用事業部長。

### 1982年大選移師芙蓉戰勝曾敏興
1982年大选，李三春舍弃胜选两届的昔加末，轉而角逐芙蓉国席。事缘时任八打灵国会议员兼行动党秘书长林吉祥之前曾向李三春发出公开挑战，要求李三春与他一同到华人占大多数的选区一决胜负，以展示马华公会有资格代表馬來西亞華人。但林吉祥最终却不应战，选择返回其旧选区马六甲市区收拾叛徒，对垒已跳槽至马华公会的前行动党政治局主任陈德泉。芙蓉国席则交由原任議員兼行動黨全國主席曾敏兴守土，成为两党黨魁之间的龙头战，备受瞩目。
该届大选芙蓉国席选情激烈，尽管曾敏兴的口碑和服务不错，但李三春以争取华裔权益和芙蓉当地发展作为其竞选课题取得了成效。李三春也呼吁选民让马华公会拥有足够的政治代表权，否则将如手被缚绑难以发挥全力，宣传上的成功为马华公会赢获不少支持。加之当年大选董教总提出“三结合”策略，即结合执政党的华人政党、反对党和华团三股力量，以期进入政府体制来捍卫华文教育权益，这对身为反对党的行动党不利。最终在三次重新计算票数后，李三春确认以845张多数票险胜曾敏兴，首度为马华公会攻下此行动党强区。
一般认为李三春身先士卒的勇气和诚意获得了选民的肯定，所以华人社会愿给李三春机会以实现其政治理想，这也让马华在该届大选高奏凯歌，角逐的28个国会议席中共赢得24席。前行动党政治教育局主任丘光耀认为，当年李三春之所以选择到芙蓉区竞选，是因为该区是林吉祥所列出选区中华人比例最低的，占约60%，较易让马华公会取得政治突破，且实际上林吉祥在4年前也曾发出过类似挑战，李三春先前已做了大量的选民搬迁工作，其移师芙蓉并非仓促之举。:398-3994月29日，时任首相马哈迪的新内阁阵容出炉，李三春继续担任交通部长一职。

### 1983年急流勇退
大選不到一年後，1983年3月20日，李三春突然宣布他将辞去马华公会总会长、交通部长和马华公会森州联委会主席职务，从此退出政坛。当时他也宣布将辞去仅剩的芙蓉国会议员，但马华公会最终于9月17日才接受其国会议员辞职决定。10月10日李三春正式辞去芙蓉国会议员一职，触发芙蓉补选。
由于当时正值李三春政治事业如日中天之际，李三春却选择急流勇退，辞去所有要职，引起举国震惊。时至今日李三春的引退理由依旧是众说纷纭，没有定论。:211-218李三春终其一生都未曾公开透露当年辞职的原因，但坊间普遍认为这跟他与马哈迪和慕沙希淡为首的巫统领导层关系恶化有关。李三春曾在2000年9月接受《亚洲周刊》访问时坦承，在1982年大选时他感到自己被巫统内部“背后捅刀”，使他在马来选民中得票不多，但他曾在2002年否认破坏者是马哈迪。此前李三春被卷入巫统的政治暗斗，他本人支持东姑拉沙里，然而马哈迪于1981年6月当选巫统主席并在同年7月出任首相，而东姑拉沙里在巫统署理主席竞选中败给慕沙希淡，巫统新当权派因此与李三春嫌隙加深。再加上马哈迪主打马来人土著议程，将李三春推动华人政经文教的复兴视为威胁，双方理念不合，难以合作，最终促使李三春退出政坛。

## 逝世
2023年3月3日上午10時30分，李三春逝世，享壽88歲，治喪處位於吉隆坡蕉賴孝恩館。3月7日李三春举殡，逾百党团领袖参与了殡仪，灵柩之后送往汝来孝恩园升华馆火化，并安置在该墓园。

## 评价
马华公会前总会长林良实与李三春政治因缘深厚，曾坦言李三春是他的政治导师，也是促成他弃医从政的主要推手，并形容李三春是一代好领袖。
马华公会前署理总会长曾永森形容李三春是他最好的朋友、最好的同事，也是最大的敌人，他也赞扬李三春领导下的马华公会是该党最辉煌的时期。曾永森在1979年党选与李三春競爭馬華總會長一职，但最终败选。